# Nico Marchetti

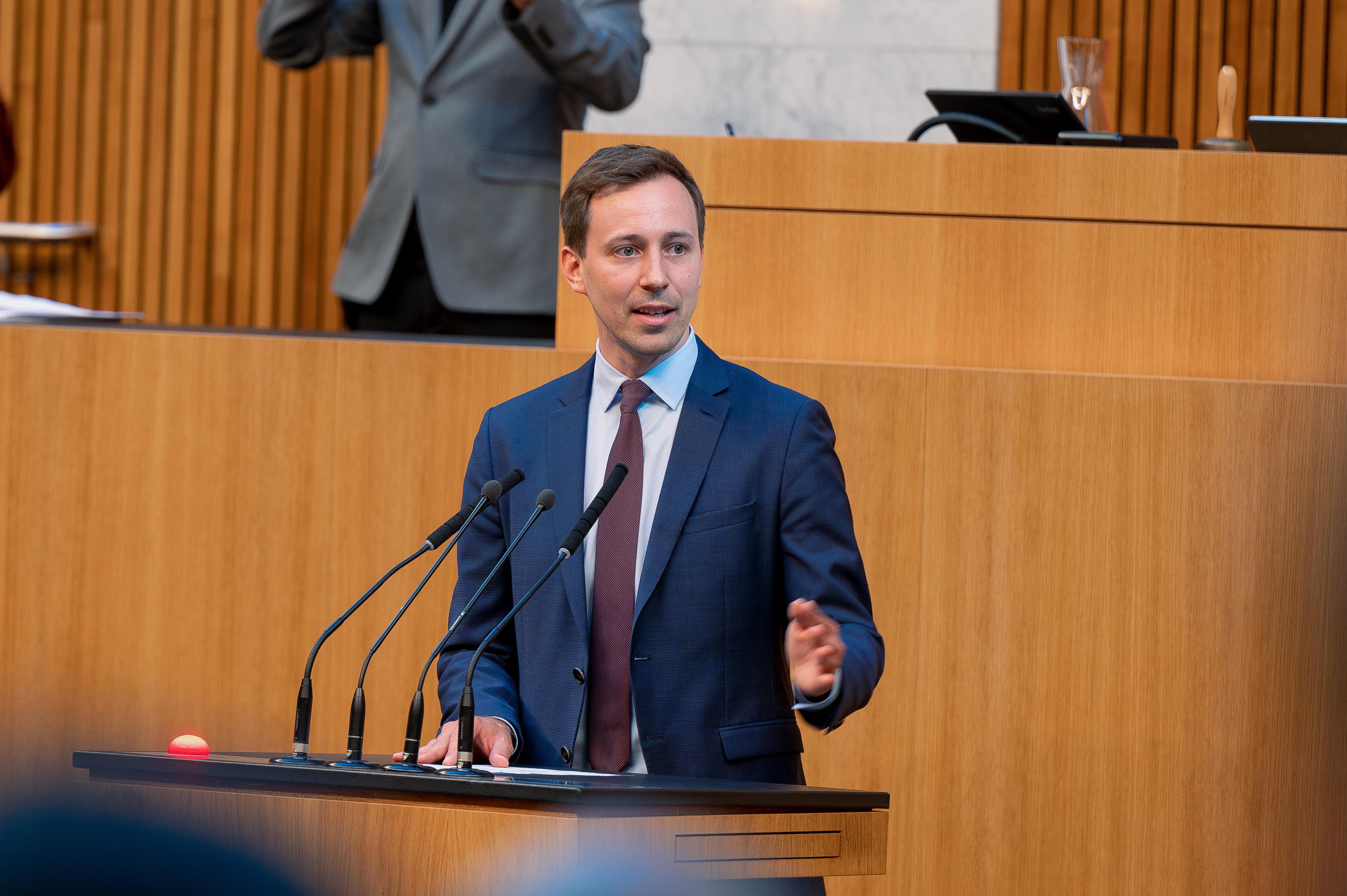
Nico Marchetti (2023)

Nico Marchetti (* 19. Februar 1990 in Wien) ist ein österreichischer Politiker der Österreichischen Volkspartei (ÖVP). Er war Landesobmann der Jungen Volkspartei Wien, seit dem 9. November 2017 ist er Abgeordneter zum Nationalrat und Bildungssprecher der ÖVP. Seit 28. Februar 2025 ist er Generalsekretär seiner Partei.

## Leben
Marchetti wuchs in Wien-Favoriten auf, nachdem seine Eltern kurz zuvor aus Kärnten dorthin gezogen waren. Zunächst besuchte er das lokale Gymnasium und wechselte später an die Vienna Business School, an der er auch maturierte. Heute lebt Nico Marchetti im Sonnwendviertel und studiert an der Wirtschaftsuniversität Wien.
Er ist Ehrenmitglied der KStV Rhenania Wien im MKV. Nico Marchetti ist bekennend homosexuell und heiratete im April 2025 seinen Lebensgefährten.

## Bundesschulsprecher
Noch während seiner Schulzeit wurde Marchetti für die Schülerunion zum Landes- und Bundesschulsprecher gewählt und somit das erste Mal politisch aktiv. In seiner Amtszeit fand einer der größten Schülerstreiks der Zweiten Republik mit bis zu 60.000 Demonstranten in ganz Österreich statt, um die Abschaffung der schulautonomen Tage zu verhindern.  Ebenso rief Marchetti zum Boykott des PISA-Tests als Druckmittel für die Umsetzung von Reformen in der österreichischen Schulpolitik auf, wofür der damalige Schüler zivil- und strafrechtliche Klagen des den PISA-Test durchführenden BIFIE hinnehmen musste, die letztendlich jedoch fallengelassen wurden.

## Politik
Marchetti wurde bei der Bezirksvertretungswahl 2015 in Favoriten zum Bezirksrat gewählt und übte auch die Funktion des Klubobmanns in der Bezirksvertretung aus.  Diesem Gremium gehörte er bis 2020 an. Ebenfalls von 2015 bis 2021 war er Landesobmann der Jungen Volkspartei Wien als Nachfolger von Dominik Stracke. 2017 wurde Marchetti einstimmig zum Bezirksparteiobmann der ÖVP Favoriten gewählt. Im Mai 2022 stellte sich Marchetti erfolgreich der Wiederwahl zum Bezirksparteiobmann, mit einem Ergebnis von 99 Prozent.
Bei der Nationalratswahl 2017 trat Marchetti als Spitzenkandidat der ÖVP im Wahlkreis Wien-Süd an. Er erreichte dort 1385 Vorzugsstimmen. Die ÖVP konnte bei dieser Wahl ein Mandat in diesem Wahlkreis erreichen, wodurch Marchetti als Abgeordneter in den Nationalrat einziehen konnte. Bei der Nationalratswahl 2019 gelang ihm neuerlich der Einzug in den Nationalrat mit 1408 Vorzugsstimmen. 2024 zog Marchetti auf Platz 2 der Landesliste der Wiener Volkspartei wieder in den Nationalrat ein und konnte mit 1363 Vorzugsstimmen die meisten Stimmen eines ÖVP Kandidaten im Landeswahlkreis verbuchen. Im Regionalwahlkreis Wien Süd erhielt Marchetti 1751 Vorzugsstimmen.
In der derzeitigen Legislaturperiode ist der Jungpolitiker Mitglied in drei Ausschüssen. Neben seinem Kernthema Bildung mit dem Bildungsausschuss, setzt er sich auch für Gleichbehandlung und außenpolitische Themen ein.
In seinem Heimat-Bezirk Favoriten setzt sich Marchetti für eine bessere Integration und Sanktionen gegen Gruppen ein, die seiner Meinung nach diese verunmöglichen würden.
Im Oktober 2021 wurde Harald Zierfuß zu seinem Nachfolger als Landesobmann der Jungen ÖVP Wien gewählt.
Am 28. Februar 2025 wurde er Generalsekretär der ÖVP, nachdem sein Vorgänger Alexander Pröll zum Staatssekretär im Bundeskanzleramt berufen wurde.